# 都築政昭
都築 政昭（つづき まさあき、1934年（昭和9年）11月- ）は、元NHKの製作スタッフで、日本映画とりわけ黒澤明に関する著作を多数出版している。
愛知県に生まれる。1959年日本大学芸術学部映画学科卒業。NHK制作業務局撮影部に入局。『ある人生』、『日本の美』、『NHK特集』などドキュメンタリー番組、海外取材番組の撮影を担当する。1987年に九州芸術工科大学（現在は九州大学芸術工学部ほか）教授を、2000年より岐阜県大垣市にある公立情報科学芸術大学院大学教授を務めた。現在は豊田市に在住し著述活動を行っている。

## 著書
- 『黒澤明　全作品と全生涯』 東京書籍、2010年
- 『黒澤明の遺言』 実業之日本社、2012年
- 『人間 黒澤明の真実　その創造の秘密』 山川出版社、2018年
- 『黒澤明の映画入門』 ポプラ社〈ポプラ新書〉、2016年
- 『黒澤明「一作一生」全三十作品』 講談社、1998年
- 『黒澤明と「七人の侍」 〈映画の中の映画〉 誕生ドキュメント』 朝日ソノラマ、1999年  
  - 改訂版 『黒澤明と「七人の侍」』 朝日文庫、2006年
- 『黒澤明と「赤ひげ」　ドキュメント・人間愛の集大成』 朝日ソノラマ、2000年
- 『黒澤明と「天国と地獄」　ドキュメント・憤怒のサスペンス』 朝日ソノラマ、2002年
- 『黒澤明と「生きる」　ドキュメント・心に響く人間の尊厳』 朝日ソノラマ、2003年
- 『黒澤明と「用心棒」　ドキュメント・風と椿と三十郎』 朝日ソノラマ、2005年
- 『黒澤明の遺言「夢」』 近代文藝社、2005年
- 『生きる　黒澤明の世界』 マルジュ社、1980年
- 『黒澤明（上） その人間研究』、『―（下） その作品研究』 インタナル出版、1976年

※以下はその他
- 『日本映画の黄金時代』 小学館、1995年
- 『シネマがやってきた！　日本映画事始め』 小学館、1995年
- 『鳥になった人間　反骨の映画監督　亀井文夫の生涯』 講談社、1992年
- 『小津安二郎日記　無常とたわむれた巨匠』 講談社、1993年
  - 改訂版『「小津安二郎日記」を読む』 ちくま文庫、2015年
- 『ココロニモナキウタヲヨミテ　小津安二郎の詠んだ名歌23』 朝日ソノラマ、2000年
- 『寅さんの風景－山田洋次の世界』 近代文藝社、1997年
- 『「男はつらいよ」 50年をたどる。』 ポプラ社、2019年
- 『火柱の人 土門拳』 近代文藝社、1998年
- 『土門拳と室生寺　四十年詣でのはてに見えたもの』 ベストセラーズ〈ベスト新書〉、2001年
- 『土門拳の写真撮影入門　入魂のシャッター二十二条』 近代文藝社、2004年
  - 改訂版 『土門拳の写真撮影入門』 ポプラ社〈ポプラ新書〉、2017年
- 『真実　トルストイはなぜ家出したか』 近代文藝社、2010年
- 『プーシキンの恋　自由と愛と憂国の詩人』 近代文藝社、2014年